# Sainte-Magnance
Sainte-Magnance és un municipi francès, situat al departament del Yonne i a la regió de Borgonya - Franc Comtat. L'any 2007 tenia 390 habitants.

## Demografia

### Població
El 2007 la població de fet de Sainte-Magnance era de 390 persones. Hi havia 153 famílies, de les quals 44 eren unipersonals (22 homes vivint sols i 22 dones vivint soles), 51 parelles sense fills, 51 parelles amb fills i 7 famílies monoparentals amb fills.
La població ha evolucionat segons el següent gràfic:
Habitants censats

### Habitatges
El 2007 hi havia 216 habitatges, 157 eren l'habitatge principal de la família, 30 eren segones residències i 29 estaven desocupats. 209 eren cases i 6 eren apartaments. Dels 157 habitatges principals, 130 estaven ocupats pels seus propietaris, 20 estaven llogats i ocupats pels llogaters i 7 estaven cedits a títol gratuït; 3 tenien una cambra, 5 en tenien dues, 24 en tenien tres, 48 en tenien quatre i 78 en tenien cinc o més. 138 habitatges disposaven pel capbaix d'una plaça de pàrquing. A 64 habitatges hi havia un automòbil i a 75 n'hi havia dos o més.

### Piràmide de població
La piràmide de població per edats i sexe el 2009 era:
| Homes | Edats   | Dones |
| ----- | ------- | ----- |
| 0     | 95 o +  | 8     |
| 0     | 90 a 94 | 0     |
| 4     | 85 a 89 | 0     |
| 4     | 80 a 84 | 0     |
| 8     | 75 a 79 | 16    |
| 0     | 70 a 74 | 16    |
| 16    | 65 a 69 | 12    |
| 12    | 60 a 64 | 12    |
| 8     | 55 a 59 | 4     |
| 8     | 50 a 54 | 8     |
| 12    | 45 a 49 | 4     |
| 12    | 40 a 44 | 4     |
| 12    | 35 a 39 | 16    |
| 12    | 30 a 34 | 16    |
| 12    | 25 a 29 | 8     |
| 12    | 20 a 24 | 0     |
| 0     | 15 a 19 | 12    |
| 4     | 10 a 14 | 24    |
| 28    | 5 a 9   | 8     |
| 8     | 0 a 4   | 8     |

## Economia
El 2007 la població en edat de treballar era de 236 persones, 169 eren actives i 67 eren inactives. De les 169 persones actives 152 estaven ocupades (88 homes i 64 dones) i 15 estaven aturades (8 homes i 7 dones). De les 67 persones inactives 23 estaven jubilades, 24 estaven estudiant i 20 estaven classificades com a «altres inactius».

### Ingressos
El 2009 a Sainte-Magnance hi havia 171 unitats fiscals que integraven 421,5 persones, la mediana anual d'ingressos fiscals per persona era de 14.841 €.

### Activitats econòmiques
Dels 13 establiments que hi havia el 2007, 3 eren d'empreses extractives, 1 d'una empresa de fabricació d'altres productes industrials, 1 d'una empresa de construcció, 3 d'empreses de comerç i reparació d'automòbils, 2 d'empreses de transport, 2 d'empreses d'hostatgeria i restauració i 1 d'una empresa classificada com a «altres activitats de serveis».
Dels 2 establiments de servei als particulars que hi havia el 2009, 1 era un guixaire pintor i 1 restaurant.
L'any 2000 a Sainte-Magnance hi havia 15 explotacions agrícoles que ocupaven un total de 1.130 hectàrees.

## Equipaments sanitaris i escolars
El 2009 hi havia una escola elemental.

## Poblacions més properes
El següent diagrama mostra les poblacions més properes.